# 主催者推薦選手選考会
主催者推薦選手選考会（しゅさいしゃすいせんせんしゅせんこうかい）は、プロゴルフツアーの各大会において、大会主催者ないし運営委員会・競技委員会が、本来出場資格を持たない選手の本大会出場推薦を決定するための事前選考会である。 「主催者推薦選考会」、「マンデー・トーナメント」などとも呼ばれる。

## 概要
プロゴルフツアーにおいては、前年度までの賞金ランキング実績によるシード権を保有する選手や、クオリファイングトーナメント（QT, 予選会）上位成績の選手に対して、レギュラーツアーへの出場資格が与えられ、その他の選手はレギュラーツアーに参加できない。 1974年、ツアー活性化を狙って本来の出場資格を持たない選手に対しても本戦出場の機会を与えるために、大会毎に事前選考会を行い、その成績上位者を大会主催者が推薦するという形で本戦に出場させる主催者推薦選手選考会制度が初めて導入された。
その後は広く各大会に定着し、非シード選手、QT（予選会）下位選手、アマチュア選手などが、プロツアーの大会に出場するための貴重な門戸となっている。また、合否を問わず、ツアー競技会の本格的なコースセッティングの中でプレーすることができる経験が、選手の精進の良き機会となっている。
各大会の選考会においては、総出場人数の5~20%相当が主催者推薦選考に割り当てられるのが通例で、大会規模によって選考会成績上位 数名~10名台の選手が本戦出場推薦される。 選考会には、およそ30~50名規模の選手がエントリーされることが多い。
また、大会開催週の月曜日にトーナメント方式で開催される慣行であったため、「マンデー・トーナメント」の通称で呼ばれることが多い。 大会によっては必ずしも月曜日に開催されるものではなく、日本プロゴルフ協会ツアーでは、前週開催の他大会との日程的・距離的勘案から当該大会前週の他曜日に開催されるケースが見られたり、日本女子プロゴルフ協会ツアーでは、日程的に余裕のある3日間競技の大会においては開催週の火曜日に行われるケースも多いが、それらの場合においても「マンデー・トーナメント」と通称されることが多い。
また、主催者推薦選考会が定着した後も、主催者団体が親密選手や外国招待選手を、選考会競技を経ずに単純に推薦出場させるケースも散見されるが、この場合一般的には混同を避けるため「主催者推薦」という言葉を用いずに、「推薦枠」・「特別推薦枠」など『枠』という言葉をつけた別称を用いて区別することが多い。 ただ公式には、日本プロゴルフ協会、日本女子プロゴルフ協会とも、選考競技会経由の選手も非経由の選手も「主催者推薦の者」と呼称して区別しない。

## 歴史
旧来、大会出場のための主催者推薦は、主催者団体が親密な選手を、実力・実績にかかわらず単純に推薦出場させることがほとんどであった。しかし、1974年、日本プロゴルフ協会レギュラーツアーである第2回フジサンケイクラシックにおいて、「より多くの才能を活躍させる」との理念のもと、トーナメント競技会方式の主催者推薦選考会が初めて導入された。
1979年の第7回フジサンケイクラシックにおいては、佐藤昌一（後佐藤正一に改名）が、史上初の主催者推薦選考会通過者による本戦優勝を果して脚光を浴びた。
これ以降、トーナメント競技会方式の主催者推薦選考会が、日本プロゴルフ協会ツアー、ひいては日本女子プロゴルフ協会ツアーの各大会に広く定着するに至り、非シード選手、QT（予選会）トーナメント下位選手や、QT未受験の国内外の社会人・学生アマチュア選手がプロツアーの大会に参加する機会を得ることとなった。